# La Fosse-Corduan
La Fosse-Corduan är en kommun i departementet Aube i regionen Grand Est (tidigare regionen Champagne-Ardenne) i nordöstra Frankrike. Kommunen ligger  i kantonen Romilly-sur-Seine 1er Canton som ligger i arrondissementet Nogent-sur-Seine. År 2022 hade La Fosse-Corduan 213 invånare.

## Befolkningsutveckling
Antalet invånare i kommunen La Fosse-Corduan
Referens: INSEE